# Cymothales speciosus
Cymothales speciosus är en insektsart som beskrevs av Hermann Julius Kolbe 1897. Cymothales speciosus ingår i släktet Cymothales och familjen myrlejonsländor. Inga underarter finns listade i Catalogue of Life.